# Ralph Enckell

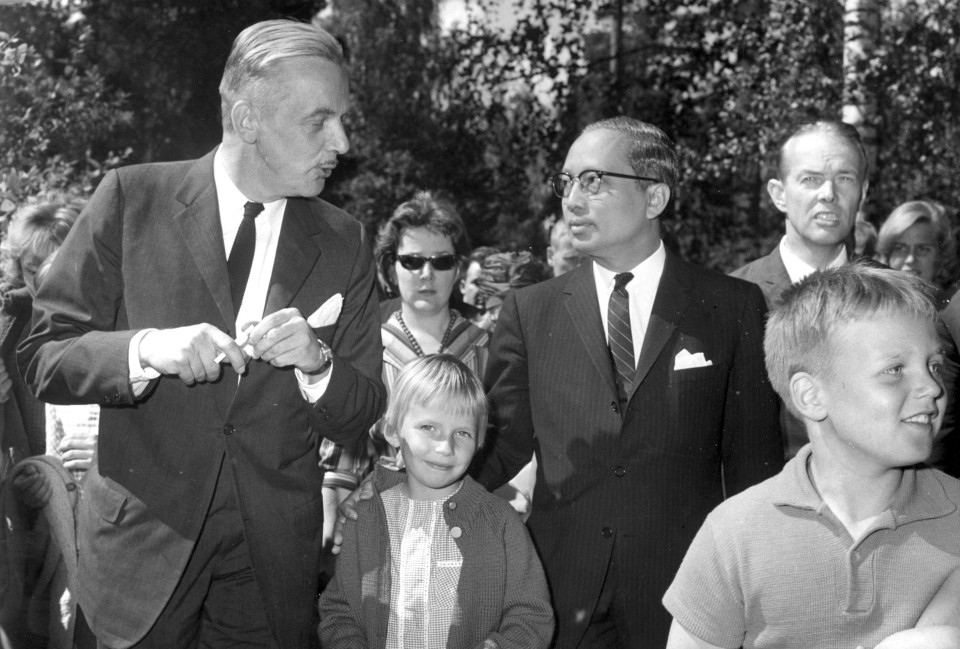
Ralph Enckell (t.v.) med U Thant år 1962 i Esbo.

Carl Fredrik Ralph Alexander Enckell, född 13 maj 1913 i Helsingfors, död där 18 maj 2001, var en finländsk diplomat. Han var son till tillika diplomaten Carl Enckell.
Enckell blev filosofie kandidat 1942. Han blev under sin långa tid (1934–1980) i Utrikesförvaltningens tjänst en av landets mest ansedda diplomater. Som chef för Utrikesministeriets politiska avdelning 1955–1959 stakade Enckell ut riktlinjerna för Finlands nya roll på den internationella arenan och var 1959–1965 ambassadör och permanent representant vid Förenta nationerna, där han vann respekt över blockgränserna och aktivt medverkade till att hans land började uppfattas som en självständig aktör. Han var därefter ambassadör i Stockholm (1965–1969), Paris (1969–1976) och Warszawa (1976–1980). Åren 1970–1971 hade han i uppdrag att sondera terrängen för den stora europeiska säkerhets- och samarbetskonferensen.